# Francisco Alonso
Francisco Alonso López (n. 9 mai 1887, Granada, Andaluzia, Spania – d. 18 mai 1948, Madrid, Noua Castilie⁠(d), Spania) a fost un compozitor spaniol. Muzica lui Alonso este amuzantă, veselă, cu o melodie ușoară și un accent popular. S-a remarcat în pasodobleuri și chotisuri.

## Biografie
Mama și tatăl său au murit în 1905, respectiv 1908, iar Franciscol Alonso a decis să se mute la Madrid pentru a se concentra pe creația lirică,
În 1913 a lansat prima sa lucrare de succes El bueno de Guzmán împreună cu libretistul și compozitorul Enrique García Álvarez⁠(d).

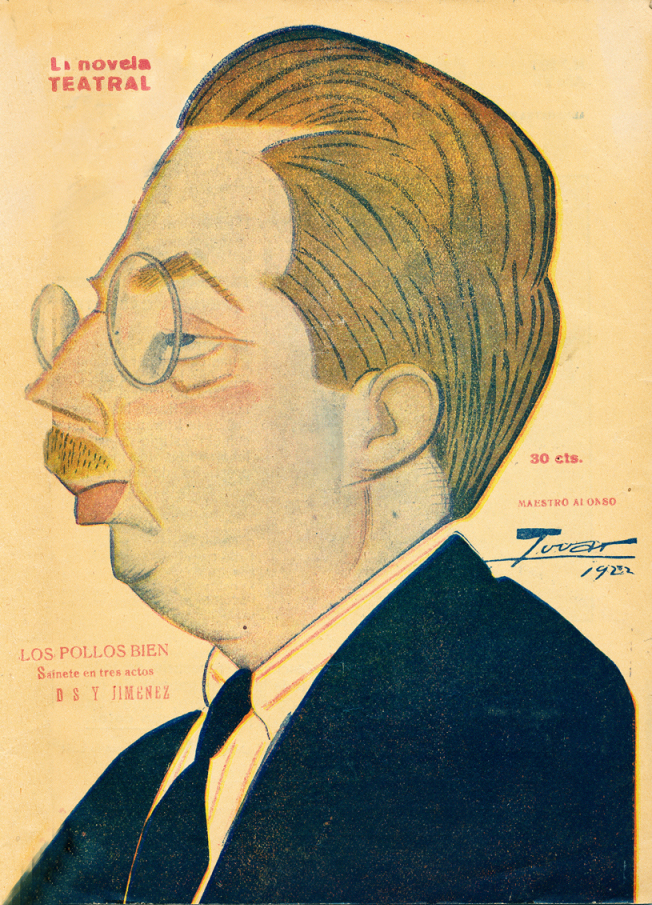
La Novela Teatral (1922)

A trebuit să aștepte până în 1916 pentru primul său succes cu adevărat mare cu revista Música, luz y alegría. În 1918 a lansat în premieră fantezia comic-lirică De Madrid al Infierno, cu chotisul Oye Nicanora. El a dat dovadă de o mai mare maturitate în aranjamentele sale orchestrale în lucrarea sa din 1919 Las corsarias care a obținut un mare succes și popularitate.
În 1924 a înregistrat o serie de succesei, începând cu La linda tapada, urmată de La bejarana  În această perioadă a fost inspirat mai ales din folclorul diferitelor regiuni ale Spaniei în același an a prezentat premiera La calesera într-o atmosferă madrilenă urmat de  La parranda, cu o atmosferă murciană, și  La picarona (1931), cu un mediu segovian.
În 1931 a înregistrat cel mai mare succes  în domeniul revistei  cu Las Leandras, scris special pentru vedeta Celia Gámez. 
După Războiul Civil, publicul nu mai era atras de zarzuele, deși Alonso a mai prezzentat câteva cum ar fi Manuelita Rosas și La zapaterita, De aceea, composzitorul s-a îndreptat spre operete și comedii muzicale 
A murit la Madrid în 1948,

## Opere

### Zarzuele
- El bueno de Gúzman (1914)
- La bejarana (1923)
- La linda tapada⁠(d) (1924)
- La calesera⁠(d) (1925)
- Curro el de Lora (1926)
- La Parranda⁠(d) (1928)
- La mejor del puerto (1928)
- Coplas de Ronda (1929)
- La picarona (1930)
- Aires de la montaña (1933)
- Me llaman la presumida⁠(d) (1935)
- Rosa, la pantalonera (1939)
- Manuelita Rosas (1941)
- La zapaterita⁠(d).(1941)
- Cayetana, la rumbosa (1951)

### Reviste și comedii muzicale
- De Madrid al Infierno (1916)
- Música, luz y alegría (1916)
- Las corsarias (1919)
- Las castigadoras⁠(d) (1927)
- Las lloronas (1928)
- ¡Por si las moscas! (1929)
- El ceñidor de Diana (1929)
- Las cariñosas. (1930)
- Me acuesto a las ocho (1930)
- Las Leandras⁠(d) (1931)
- Campanas a vuelo (1931)
- ¿Qué pasa en Cádiz? (1932)
- Las de Villadiego⁠(d) (1933)
- Las mujeres bonitas (1933)
- Mi costilla es un hueso⁠(d) (1933)
- Mujeres de fuego (1933)
- La Gruta de los Suspiros (1934), revista musical compuesta en colaboración con el maestro Enrique Estela.
- Las de armas tomar (1935)
- Doña Mariquita de mi corazón⁠(d) (1942)
- Luna de miel en El Cairo⁠(d) (1943)
- ¡24 horas mintiendo! (1947)